# Seleção Barbadense de Futebol
A Seleção Barbadense de Futebol, apelidada de Os Bajans, representa Barbados nas competições internacionais de futebol. Nunca se classificou para uma competição importante, porém esteve próximo de se classificar para a Copa Ouro em 2005. Em 2001, surpreendeu chegando às semifinais das eliminatórias para a Copa 2002.

## Barbados naCopa do Mundo
- 1930 a 1974 - Não disputou
- 1978 - Não se classificou
- 1982 - Não disputou
- 1986 - Abandonou
- 1990 - Não disputou
- 1994 a 2018 - Não se classificou

### Eliminatórias para a Copa do Mundo 2010
| Fase | Data                | Mandante       | Placar | Visitante      |
| ---- | ------------------- | -------------- | ------ | -------------- |
| 2ª   | 15 de junho de 2008 | Estados Unidos | 8 – 0  | Barbados       |
| 2ª   | 21 de junho de 2008 | Barbados       | 0 – 1  | Estados Unidos |

## Copa Ouro
- 1991 - Não disputou
- 1993 a 2017 - Não se classificou

## Ranking da FIFA
| Posição | País     | Pontos |
| ------- | -------- | ------ |
| 119     | Congo    | 239    |
| 120     | Barbados | 235    |
| 121     | Suriname | 231    |

## Treinadores
| - Daniel Reid - Tom Burke - Jordan Emmett - Ryan Kontoh - Kevin Millard (1992) - Keith Griffith (1994) - Edward Smith (1996) - Eyre Sealy (1998) - Horace Beckles (2000) - Sherlock Yarde (2001) - Keith Griffith (2002) | - Allison John (2003) - Kenville Layne (2003–04) - Mark Doherty (2005) - Eyre Sealy (2007–08) - Keith Griffith (2008) - Thomas Jordan (2008–10) - Colin Forde (2011–14) - Marcos Falopa (2014–15) - Colin Harewood (2015–17) - Ahmed Mohamed Ahmed (2017–2019) - Russell Latapy (2019–) |